# Rowley Douglas
Rowley Douglas (* 27. Januar 1977 in Washington, D.C.) ist ein ehemaliger britischer Steuermann im Rudern.
Bei den (inoffiziellen) U23-Weltmeisterschaften 1997 steuerte Douglas den britischen Vierer mit Steuermann auf den fünften Platz, 1998 belegte der Vierer den vierten Platz. Sein erster Sieg im Ruder-Weltcup war der Sieg mit dem Leichtgewichts-Achter 1998 in München. 1999 übernahm der 1,65 m große Douglas die Steuermann-Position im britischen Achter ohne Gewichtsbeschränkung. Nach drei zweiten Plätzen im Weltcup gewann der britische Achter auch die Silbermedaille bei den Weltmeisterschaften 1999. 2000 siegten beim Weltcup-Auftakt die Kroaten vor den Briten. Die anderen beiden Weltcup-Regatten gewannen die Briten, die sich auch bei den Olympischen Spielen 2000 in Sydney vor den australischen Gastgebern und den Kroaten die Goldmedaille sicherten. Bei den Weltmeisterschaften 2001 belegte Douglas mit dem britischen Achter den fünften Platz.